# Stefanowo (powiat przysuski)
Stefanowo – wieś, która zniknęła z mapy Polski w 1981 roku. Była położona w województwie mazowieckim, w powiecie przysuskim, w gminie Gielniów, niedaleko wsi Gałki i Mechlin.
Wieś została spalona 28 września 1944 r. przez Niemców w odwecie za klęskę w bitwie z partyzantami pod Stefanowem. Ludność zdążyła uciec do pobliskich lasów.
Wieś odbudowano, ale w 1952 roku przesiedlono mieszkańców w rejon Wrocławia, Legnicy, Słupska, Olsztyna, do tamtejszych PGR-ów. Ich domy zrównano z ziemią pod pretekstem budowy poligonu, który nigdy nie powstał.